# Navot Papushado
Aharon Keshales (hebreu: נבות פפושדו‎; nascut el 4 de març de 1980) és un director de cinema i guionista israelià.

## Primers de la vida
Papushado va néixer a Haifa, Israel, en una família de jueus sefardites. Va residir a Galilea a un assentament comunitari del nord de Yuvalim, Israel.

## Carrera
El 2010, es va estrenar la seva pel·lícula debut com a director Kalevet, una pel·lícula que va coescriure i codirigir amb Aharon Keshales. El 2013, va sortir la seva segona pel·lícula conjunta Big Bad Wolves.

## Filmografia
| Any  | Títol               | Director | Guionista | Productor | Notes                      |
| ---- | ------------------- | -------- | --------- | --------- | -------------------------- |
| 2010 | Kalevet             | Sí       | Sí        | No        | També editor               |
| 2013 | Big Bad Wolves      | Sí       | Sí        | No        |                            |
| 2014 | F is for Falling    | Sí       | No        | No        | Segment de ABCs of Death 2 |
| 2021 | Gunpowder Milkshake | Sí       | Sí        | No        |                            |
| 2021 | South of Heaven     | No       | Sí        | Sí        |                            |
| 2021 | Lobo feroz          | No       | Sí        | No        |                            |

## Premis
| Any  | Pel·lícula     | Festival                                                     | Premi                                                                              | Categoria/Receptor(s)                                | Resultat  |
| ---- | -------------- | ------------------------------------------------------------ | ---------------------------------------------------------------------------------- | ---------------------------------------------------- | --------- |
| 2011 | Kalevet        | Festival Internacional de Cinema Fantàstic de Bucheon        | Federació de Festivals de Cinema Fantàstic Europeu Premi asiàtic - Menció especial | Compartit amb Aharon Keshales                        | Guanyador |
| 2011 | Kalevet        | Fantasporto                                                  | Premi de la Crítica                                                                | Critics Choice Award Compartit amb Aharon Keshales   | Guanyador |
| 2013 | Kalevet        | Fangoria Chainsaw Awards                                     | Chainsaw Award                                                                     | Millor guió Compartit amb Aharon Keshales            | Nominat   |
| 2011 | Kalevet        | Festival Internacional de Cinema de Chicago                  | Hugo d'or                                                                          | After Dark Competition Compartit amb Aharon Keshales | Nominat   |
| 2013 | Big Bad Wolves | Premis de l'Acadèmia de Cinema d'Israel                      | Premi de l'Acadèmia de Cinema d'Israel                                             | Millor director Compartit amb Aharon Keshales        | Nominat   |
| 2013 | Big Bad Wolves | Premis de l'Acadèmia de Cinema d'Israel                      | Premi de l'Acadèmia de Cinema d'Israel                                             | Millor guió Compartit amb Aharon Keshales            | Nominat   |
| 2013 | Big Bad Wolves | XLVI Festival Internacional de Cinema Fantàstic de Catalunya | Premi al millor director                                                           | Millor director Compartit amb Aharon Keshales        | Guanyador |